# Эмерсон, Гаррингтон
Гаррингтон Эмерсон (англ. Harrington Emerson; 2 августа 1853 — 2 сентября 1931) — американский специалист по управленческому консалтингу и теоретик организаций, который основал компанию по управленческому консультированию в Нью-Йорке в 1900 году. Его отчёт 1910 года для национальной коммерческой комиссии о том, что использование железных дорог может сэкономить 1 млн долларов в день, стал основой для интереса к теме эффективного управлению в национальном масштабе.

## Биография
Эмерсон родился в городе Трентон в штате Нью-Джерси в семье Эдвина Эмерсона, профессора политологии, и Мэри Луизы Эмерсон, дочери Сэмюэла Ингэма, конгрессмена США и секретаря Казначейства США при президенте Эндрю Джэксоне. Эмерсон обучался в частных школах в Европе, а с 1872 по 1875 год изучал инженерное дело в Техническом университете Мюнхена.
После возвращения в Соединенные Штаты в 1876 году Эмерсон был назначен профессором современных языков в Университете Небраски, откуда был уволен в 1882 году из-за своих прогрессивных образовательных идей. В последующие годы Гаррингтон работал на нескольких должностях, включая должность банкира, продавца земельных участков, налогового агента, преподавателя. В 1893 году он присоединился к кампании Уильяма Дж. Брайана, который баллотировался на должность президента США. Опыт участия в предвыборной камапнии заложил основы карьеры Эмерсона как специалиста по эффективному управлению.
В 1897 году он начал фокусироваться на машиностроении и вскоре после этого устроился на работу в компанию Electric Storage Battery Company в Нью-Йорке. После того, как его проекты во время Клондайкской «золотой лихорадки» провалились, он стал генеральным директором маленькой стекольной фабрики. В 1900 году он основал Институт Эмерсона в городе Нью-Йорк, чтобы сфокусироваться на консультировании в сфере эффективности управления. С помощью Американского общества инженеров-механиков он познакомился с работами Фредерика Тейлора, которые использовал в своей работе.
Эмерсон был женат на Мэри Кроуфорд Сапли, младшая из их трёх дочерей получила известность как художница Луиза Эмерсон Ронебек.

## Работа

### Идеалы стандартизации
Эмерсон провел свою юность в Европе. Его самым сильным идеалом было установление стандартов. То, как он ценил метод систематизации и идеальной кооперации, было в дальнейшем усилено исследованиями работы музыкантов Королевского оркестра, а также исследованием замечательных результатов, полученных с заводчиками породистых лошадей. Кроме того, помогли контакты с А. Б. Смитом, профессиональным обследователем железных дорог.

### Ранние работы в области управления систематизацией
Ранние работы в области систематизации управления заключались в организации и стандартизации одного из новых западных государственных университетов, университета Небраски, в котором он в течение 6 лет был регистратором, ректором и руководителем департамента. Лишь через несколько лет после этого он занялся профессией реорганизатора производственных цехов.
В 1895 году он начал их быстрое изучение. Он сравнивал их фактический темп производства с запланированным. В 1900 году или в 1902 году он проводил поминутный хронометраж потерь, которые происходят при использовании материалов, при планировании, составлении расписаний и распределении работы на большой фабрике.
Однако, из всех предприятий Эмерсона, больше всего внимания привлекла работа по оптимизации, сделанная в мастерских железной дороги Санта-Фе в течение 3 лет, начиная с 1904 года. Он частично внедрил свою систему примерно на двухстах отдельных цехах от Аляски до Мехико, от Луизианы до Канады, от Южной Калифорнии до штата Мэн. Эти работы проводились под брендом Emerson Company, в которой в поздних в 1910 годах было трудоустроено от 40 до 50 специалистов по эффективности.

### Работа по улучшению
В мае 1904 года из-за забастовок Гаррингтон Эмерсон получил задачу реорганизации некоторых возможностей железнодорожной системы округа Санта-Фе. Его полномочия распространялись только на департамент локомотивов. Следовательно, он занимался в основном обслуживанием и восстановлением локомотивов, при этом большинство работ было сконцентрировано в мастерских Топека. Так или иначе, во время своей работы Эмерсон отвечал за более чем 10000 миль дорожного полотна; его система затрагивала 12.000 рабочих; а его проект требовал работы в течение 3 лет и помощи большого количества сотрудников железной дороги.
Причиной для начала «работ по улучшению» Эмерсона (как это называлось официально) была забастовка. Однако его первой и самой важной целью было установление прочной основы для гармонизации работы с помощью введения индивидуальной системы учёта труда и назначения бонусных баллов. Требовалось усилить надзор над рабочими, а за хорошую работу ввести дополнительную оплату. В соответствии с этим планом были проведены массовые замеры времени (их количество к марту 1907 года приблизилось к 60000) были поставлены задачи и предложены дополнительные вознаграждения. О том, что в Санта-Фе таким образом были внедрены элементы теории научного управления, свидетельствуют следующие отличительные свойства:
- Во-первых, большой акцент был сделан на индивидуальных отношениях между сотрудниками и менеджментом. «График — это моральный договор или соглашение с рабочими, затрагивающий управление механизмами, ставку оплаты и время. Любые изменения у рабочих требуют составление нового графика».[5]
- Во-вторых, снизилась нужда в отборе лучших рабочих. «Стандартное расписание обосновано и может быть выполнено без исключительных усилий. На самом деле, хороший специалист и сам бы настаивал на таком расписании.»[6]
- В-третьих, самым производительным рабочим выплачивались бонусы. Таким образом, менеджмент стремился сделать своих сотрудников предприимчивыми, хорошо оплачиваемыми и лояльными.[4]

Но перед тем как поставить задачи, требовалось изучить и стандартизировать все инструменты и оборудование. Когда это было сделано, это само по себе привело к важным улучшениям. Отдельного упоминания стоит улучшение в обработке приводных ремней. Эта задача была передана из рук обычных рабочих в руки специалистов, что привело к экономии расходов на обслуживание ремней в размере 70 %. Возможно, одно из наиболее интересных нововведений, которое ввел Эмерсон — это различные устройства по маршрутизации и управлению расписаниями. Все работы ремонтной мастерской были организованы так, что могли управляться с помощью диспетчерских досок, расположенных в центральном офисе. На них подобно доскам объявлений отображался прогресс в восстановлении каждого Локомотива. Большинство из других изменений, таких как централизация работы в Топека и введение улучшенных методов управления расходами, уже выходят за рамки научного управления.
Лишь часть принципов научного управления была внедрена в Санта-Фе. Тем не менее, подсчитанная экономия достигла гигантских цифр. Президентский годовой отчет по налоговому году, окончившемуся в июне 31 июня 1906 показал экономию в 1,125 миллиона долларов. Эта сумма содержится в статье, цитаты из которой приведены выше. Другие критики отзывались также положительно, и работа Эмерсона привлекла огромное количество внимания по всей стране.

### Система эффективности и научного управления Эмерсона
На основе трех характеристик Эмерсон отличал свою систему менеджмента от системы научного менеджмента:
1. Он называл свою систему «эффективностью», в противоположность «научной организации труда».
2. Он возражал идее «функционального управления[англ.]» (англ. functional management) с большим количеством управляющих и заменял ее идеей «линий и сотрудников», которая подразумевает наличие единственного линейного руководителя. Функциональные эксперты или сотрудники, которых Эмерсон нанимает — это не менеджеры, а всего лишь советники, которые отчитываются перед единым руководителем. Именно последний и реализует все планы на практике с помощью прохождения команд к его «линейным» подчинённым. Идея состоит в том, чтобы избежать создания слишком большого количества начальников и при этом использовать при принятии решений советы экспертов.
3. Эмерсон использовал систему оплаты, которая базируется на «проценте эффективности» каждого сотрудника. Вводятся нормативы на производительность. Сотрудникам, которые выполняют норматив, присваивается эффективность в размере 100 %.

Таким образом, эффективность может быть выше, ниже или равной 100 процентам. Каждый получает свою ежедневную оплату, соответствующую рыночному уровню оплаты; однако те сотрудники, которые не могут поддерживать производительность на уровне 66,7 %, в длительной перспективе рискуют быть уволенными. При производительности в 67 % выплачивается небольшая премия, которая при повышении эффективности постепенно растет; при достижении уровня 90 % производительности премия достигает размера 10 % оклада. Далее, за каждый прирост в 1 % производительности свыше 90 % добавляется премия в 1 % от оклада.
Таким образом, Эмерсон разработал систему оплаты труда, которая по своему результату практически совпадает с «планом задач и бонусов» Генри Ганта. За исключением того, что в системе Ганта премия не выплачивается, пока сотрудник не выйдет на стандартную производительность (в надежде на то, что резко и значительно повышенная оплата простимулирует сотрудника повысить производительность до нормального уровня).

## Публикации
- Emerson, Harrington. The engineer and the road to the gold fields 1899
- Emerson, Harrington. Efficiency as a Basis for Operation and Wages. Engineering Magazine, 1909.
- Emerson, Harrington. The twelve principles of efficiency. Engineering Magazine, 1912.
- Emerson, Harrington. In memoriam to those who perished in the disaster to the Titanic April 14th and 15th, 1912 : an address to the Club of Printing House Craftsmen of New York, delivered April 18th, at the hour of the landing of the survivors. New York : Emerson. 1912
- Emerson, Harrington. The railroad situation; why 30 per cent rate increase is not enough. New York, The Emerson Engineers. 1920